# Altin Lala
Altin Lala (Tirana, 18 november 1975) is een voormalig Albanees voetballer die speelde als middenvelder. Hij kwam lange tijd uit voor Duitse eersteklasser Hannover 96: van 1998 tot 2012. Lala is recordinternational voor Albanië, met 78 caps.

## Carrière
Lala begon zijn carrière bij Borussia Fulda. Na vier jaar vertrok hij naar Hannover 96. Hij bleef hier veertien jaar waarna, hij nog drie wedstrijden speelde voor het tweede elftal van FC Bayern München. Hij stopte in oktober, het begin van het seizoen.

## Interlandcarrière
Lala speelde 78 interlands voor de Albanese nationale ploeg, en scoorde drie keer. Hij is ook de aanvoerder van de ploeg. Hij maakte zijn debuut op 21 januari 1998 in een vriendschappelijke uitwedstrijd tegen Turkije, die de Albanezen met 4-1 wonnen. Lala viel in dat duel in de rust in voor Perparim Daiu.
| Interlanddoelpunten | Interlanddoelpunten | Interlanddoelpunten | Interlanddoelpunten   | Interlanddoelpunten | Interlanddoelpunten | Interlanddoelpunten | Interlanddoelpunten   |
| #                   | Datum               | Locatie             | Wedstrijd             | Goal(s)             | Score               | Uitslag             | Wedstrijd             |
| ------------------- | ------------------- | ------------------- | --------------------- | ------------------- | ------------------- | ------------------- | --------------------- |
| 1                   | 29/03/2003          | Shkodër             | Albanië – Rusland     | 79'                 | 2 – 1               | 3 – 1               | Kwalificaties EK 2004 |
| 2                   | 11/06/2003          | Genève              | Zwitserland – Albanië | 23'                 | 1 – 1               | 3 – 2               | Kwalificaties EK 2004 |
| 3                   | 18/08/2004          | Nicosia             | Cyprus – Albanië      | 64'                 | 2 – 1               | 2 – 1               | Vriendschappelijk     |

## Erelijst
Hannover 96
- 2. Bundesliga

2002